# Кезе
Кезе (пол. Kiezie) — село в Польщі, у гміні Стердинь Соколовського повіту Мазовецького воєводства.
Населення — 26 осіб (2011).
У 1975-1998 роках село належало до Седлецького воєводства.

## Демографія
Демографічна структура станом на 31 березня 2011 року:
|          | Загалом | Допрацездатний вік | Працездатний вік | Постпрацездатний вік |
| -------- | ------- | ------------------ | ---------------- | -------------------- |
| Чоловіки | 16      | 4                  | 11               | 1                    |
| Жінки    | 10      | 1                  | 6                | 3                    |
| Разом    | 26      | 5                  | 17               | 4                    |